# Madureira do Turfe
GRES Madureira do Turfe é uma escola de samba de Campos dos Goytacazes.

## História
Em 2012, homenageou Édson Carvalho Rangel, advogado campista.. Seu desfile foi muito elogiado pela crítica No entanto, teve problemas em dois carros alegóricos. Após o desfile, um dos integrantes de sua velha-guarda, Luis Carlos Bastos, de 58 anos, conhecido como "Baleia do Capão", passou mal e morreu logo em seguida. Por fim, a escola obteve o quarto lugar.
Em 2013, homenageou as praias cariocas, com o enredo Rio 40º.

## Segmentos

### Presidentes
| Nome                   | Mandato        | Ref.  |
| ---------------------- | -------------- | ----- |
| Marcelo Rangel Velasco | ? - atualidade | [ 8 ] |

### Diretores
| Ano  | Diretor de Carnaval | Diretor geral de harmonia | Mestre de bateria | Ref.  |
| ---- | ------------------- | ------------------------- | ----------------- | ----- |
| 2011 |                     |                           | Leandrinho        | [ 9 ] |
| 2016 |                     |                           |                   |       |

### Coreógrafo
| Ano  | Nome | Ref. |
| ---- | ---- | ---- |
| 2015 |      |      |
| 2016 |      |      |

### Casal de Mestre-sala e Porta-bandeira
| Ano  | Nome         | Ref.  |
| ---- | ------------ | ----- |
| 2011 | Dayana e Gil | [ 9 ] |
| 2016 |              |       |

### Rainhas de bateria
| Período | Rainha | Madrinha | Ref. |
| ------- | ------ | -------- | ---- |
| 2015    |        |          |      |
| 2016    |        |          |      |

## Carnavais
| Ano  | Colocação | Grupo    | Enredo | Carnavalesco       | Intérpretes                                       | Ref.                                             |
| ---- | --------- | -------- | --- | ------------------ | ------------------------------------------------- | ------------------------------------------------ |
| 2011 | Campeã    | ÚNICO    | Das glórias da vida às glórias da folia, Marcelo Moreno nossa luz que irradia Compositores:Igor Maike e Juninho Razão                      | Edhuardo Rodrigues | Leco, Sorriso, Willian, Douguinha e Juninho Razão | [ 2 ] [ 9 ] [ 10 ] [ 11 ]                        |
| 2012 | 4º lugar  | Especial | Quando a Primavera floresceu, no Turfe nasceu um menino sonhador, Dr. Édson Carvalho Rangel Compositores:Juninho Razão, Igor, Maike e Lêco | Edhuardo Rodrigues | Nelbinho, Tuí do Axé e Lene Morais                | [ 12 ] [ 13 ]                                    |
| 2013 | 3º lugar  | Especial | Rio 40º | Edhuardo Rodrigues | Rogerinho e Igor Vianna                           | [ 7 ]                                            |
| 2014 | Campeã    | Especial | De um sonho à realidade, Roberto Ribeiro, um legado de saudade Compositores: Alex Ribeiro e Luiz Fernando                                  | Edhuardo Rodrigues | Rogerinho e Igor Vianna                           | [ 14 ] [ 15 ] [ 16 ] [ 17 ] [ 17 ] [ 18 ] [ 19 ] |